# Саговник
Саговник  (Cycas) — рід голонасінних рослин, єдиний рід родини саговникові (Cycadaceae) ряду саговникоподібні (Cycadales). Це один з найдавніших представників сучасної флори, ровесник динозаврів. Встановлено, що тривалість життя саговника може досягати 5000 років.

## Поширення
Природний ареал цього роду — Азія (від Індії до Японії), Індонезія, Австралія, тихоокеанські острови (Маріанські, Фіджі, Самоа), а також Мадагаскар. У природній флорі України саговник відсутній, є лише у культурі — у субтропіках Криму та у закритому ґрунті (оранжереї в ботанічних садах, теплиці тощо).

## Опис
Деревоподібні дводомні рослини з невисокими (1–7 м, рідше — 15–20 м заввишки) стовбурами, інколи короткими товстими стеблами. Листки у саговника перисті, жорсткі, шкірясті, до 2–4 м завдовжки. Мікроспорофіли зібрані у мікростробіли, мегаспорофіли — поодинокі, не зібрані у шишки. Ще однією особливістю є лише одна жилка на сегментах перистих листків.

## Види
1. Cycas aculeata
2. Cycas aenigma
3. Cycas angulata
4. Cycas annaikalensis
5. Cycas apoa
6. Cycas arenicola
7. Cycas armstrongii
8. Cycas arnhemica
9. Cycas badensis
10. Cycas balansae
11. Cycas basaltica
12. Cycas beddomei
13. Cycas bifida
14. Cycas bougainvilleana
15. Cycas brachycantha
16. Cycas brunnea
17. Cycas cairnsiana
18. Cycas calcicola
19. Cycas campestris
20. Cycas canalis
21. Cycas candida
22. Cycas cantafolia
23. Cycas chamaoensis
24. Cycas changjiangensis
25. Cycas chenii
26. Cycas chevalieri
27. Cycas circinalis
28. Cycas clivicola
29. Cycas collina
30. Cycas condaoensis
31. Cycas conferta
32. Cycas couttsiana
33. Cycas cupida
34. Cycas curranii
35. Cycas darshii
36. Cycas debaoensis
37. Cycas desolata
38. Cycas diannanensis
39. Cycas distans
40. Cycas dharmrajii (≈ syn. Cycas pschannae)
41. Cycas dolichophylla
42. Cycas edentata
43. Cycas elephantipes
44. Cycas elongata
45. Cycas falcata
46. Cycas fairylakea (≈ syn. Cycas szechuanensis)
47. Cycas ferruginea
48. Cycas flabellata
49. Cycas fugax
50. Cycas furfuracea
51. Cycas glauca
52. Cycas guizhouensis
53. Cycas hainanensis
54. Cycas hoabinhensis
55. Cycas hongheensis
56. Cycas indica
57. Cycas inermis
58. Cycas javana
59. Cycas lacrimans
60. Cycas lane-poolei
61. Cycas laotica
62. Cycas lindstromii
63. Cycas maconochiei
64. Cycas macrocarpa
65. Cycas media
66. Cycas megacarpa
67. Cycas micholitzii
68. Cycas micronesica
69. Cycas mindanaensis
70. Cycas montana
71. Cycas multipinnata
72. Cycas nathorstii
73. Cycas nayagarhensis
74. Cycas nitida
75. Cycas nongnoochiae
76. Cycas ophiolitica
77. Cycas orientis
78. Cycas orixensis
79. Cycas pachypoda
80. Cycas panzhihuaensis
81. Cycas papuana
82. Cycas pectinata
83. Cycas petraea
84. Cycas platyphylla
85. Cycas pranburiensis
86. Cycas pruinosa
87. Cycas pschannae
88. Cycas revoluta
89. Cycas riuminiana
90. Cycas rumphii Miq.
91. Cycas sainathii
92. Cycas sancti-lasallei
93. Cycas saxatilis
94. Cycas schumanniana
95. Cycas scratchleyana
96. Cycas seemannii A.Braun
97. Cycas segmentifida
98. Cycas semota
99. Cycas seshachalamensis
100. Cycas sexseminifera
101. Cycas shanyaensis
102. Cycas siamensis
103. Cycas silvestris
104. Cycas simplicipinna
105. Cycas spherica
106. Cycas sundaica
107. Cycas szechuanensis
108. Cycas taitungensis
109. Cycas taiwaniana
110. Cycas tanqingii
111. Cycas tansachana
112. Cycas terryana
113. Cycas thouarsii
114. Cycas tropophylla
115. Cycas tuckeri
116. Cycas vespertilio
117. Cycas wadei
118. Cycas xipholepis
119. Cycas yorkiana
120. Cycas zambalensis
121. Cycas zeylanica

Окрім сучасних видів знайдено кілька викопних: †Cycas cretacea (пізні крейда, Сахалін) †Cycas fujiiana (еоцен пд. Японії), †Cycas fushunensis (еоцен пн.-сх. Китаю)

## Використання
У східній медицині листя саговника вважаються протираковим засобом, а також застосовуються при гематомах. Верхня частина стовбура саговника має в'язку і сечогінну дію, а внутрішня крохмалевмісна тканина сприяє продовженню життя. Вважається, що знаходження саговника в будинку врівноважує людей, сприяє хорошій роботі нервової та серцево-судинної системи. Ґрунтовний і солідний, саговник надає приміщенню відчуття спокою і стабільності.